# Divizia Națională 2001-2002
Divizia Națională 2001-2002 a fost a unsprezecea ediție a Diviziei Naționale de la obținerea independenței.  La această ediție numărul de cluburi participante a fost de 8.

## Mișcarea echipelor în sezonul 2000-2001
La finalul sezonului precedent FC Olimpia Bălți a retrogradat direct, iar Happy End Camenca a obținut promovarea directă. 
Meciurile între Petrocub-Condor Sărata-Galbenă și Haiducul Sporting Hîncesti, nu au mai avut loc deoarece aceștia din urmă s-au retras și au fost retrogradați automat. Petrocub-Condor Sărata-Galbenă a promovat și s-a mutat în Hîncești, schimbându-și numele în FC Hîncești.
Constructorul Chișinău și a schimbat sediul din Chișinău în Cioburciu.

## Clasament final
| Locul | Clubul                    | M  | V  | E  | î  | GM | GP | Pct | Note                        |
| ----- | ------------------------- | -- | -- | -- | -- | -- | -- | --- | --------------------------- |
| 1     | FC Sheriff Tiraspol       | 28 | 20 | 7  | 1  | 62 | 18 | 67  |                             |
| 2     | FC Nistru Otaci           | 28 | 14 | 10 | 4  | 40 | 19 | 52  |                             |
| 3     | FC Zimbru Chișinău        | 28 | 13 | 9  | 6  | 52 | 20 | 46  |                             |
| 4     | Constructorul Cioburcu    | 28 | 10 | 7  | 11 | 36 | 42 | 39  |                             |
| 5     | FC Hîncești               | 28 | 7  | 11 | 10 | 30 | 40 | 32  |                             |
| 6     | FC Agro-Goliador Chișinău | 28 | 8  | 5  | 15 | 25 | 38 | 29  |                             |
| 7     | CS Tiligul-Tiras Tiraspol | 28 | 6  | 7  | 15 | 24 | 46 | 25  | Playoff                     |
| 8     | Happy End Camenca         | 28 | 3  | 6  | 19 | 23 | 69 | 15  | Retrogradată în Divizia "A" |

## Playoff promovare
| CS Tiligul-Tiras Tiraspol | 1 - 2 | FC Politehnica Chișinău |
| ------------------------- | ----- | ----------------------- |
| Hromtov 81'               |       | 44' Anghel 45' Caras    |

## Clasament marcatori
| Loc | Jucător         | Club                          | Goluri |
| --- | --------------- | ----------------------------- | ------ |
| 1   | Ruslan Barburoș | Sheriff Tiraspol              | 17     |
| 2   | Andrei Nesteruc | Constructorul (7)/Sheriff (7) | 14     |
| 3   | Victor Berco    | Zimbru Chișinău               | 12     |
| 4   | Alexandr Blajco | Nistru Otaci                  | 9      |
| 4   | Eduard Blănuță  | FC Hâncești                   | 9      |
| 4   | Serghei Dadu    | Sheriff (3)/Constructorul (6) | 9      |

## Legături externe
- Moldova - List of final tables (RSSSF)